# روبن هال
روبن هال (بالإنجليزية: Robin Hall)‏ هو مغني بريطاني، ولد في 27 يونيو 1936 في إدنبرة في المملكة المتحدة، وتوفي في 18 نوفمبر 1998.